# Sőtér Ágoston
Ecsedi és tápiósápi Sőtér Ágoston (Halászi, 1837. szeptember 7. – Magyaróvár, 1905. január 2.) ügyvéd, földbirtokos, régész, a Ferenc József-rend lovagja, Moson vármegye köztörvényhatósági és közigazgatási bizottságának tagja, a Mosonvármegyei Történelmi és Régészeti Egylet alapítója és első elnöke.

## Élete
Mint régiséggyűjtő, számos ásatást végzett, és ezekből a leletekből alapította meg Moson vármegye múzeumának régészeti gyűjteményét. Anyaga az 1885. évi országos kiállításon nagy figyelmet keltett a régészek körében, akik közül többen is Magyaróvárra utaztak, hogy a helyszínen tekintsék meg az értékes tárgyakat. Sőtér nemcsak kiásta, hanem tudományosan föl is dolgozta a régészeti emlékeket. Különösen jelentősek az avar kori temetők ásatásairól közölt beszámolói (Dunacsún, Nemesvölgy). Több könyvben és folyóiratban jelentek meg tanulmányai. 1882-ben hat társával együtt hozta létre a Moson megyei Történelmi és Régészeti Egyletet, amelynek több mint két évtizeden át elnöke volt. Ennek az egyletnek a gyűjteményei képezték a későbbi megyei, majd mosonmagyaróvári múzeum alapját. 1891-ben elsőként ásatott Oroszváron.

## Művei
- 1886 A mosony-megyei történelmi és régészeti egylet 1885. évi elnöki jelentése
- 1895 Ásatások a csunyi sírmezőn. Archaeologiai Értesítő
- 1897 Indítvány Magyarország és Ausztria közötti határok megállapítása tárgyában
- 1897 A Szigetköz
- 1898 A mosonmegyei történeti egylet Emlékkönyve 1882-1898. A honfoglalás ezredéves ünnepélyének emlékére
- 1899 A bruck-ujfalusi ásatásról. Archaeologiai Értesítő
- Emlékirata… a Mosonymegye és Alsó-Ausztria közötti országos határok helyreállítása tárgyában
- Az Archaeologiai Értesítőben (1885–1886, 1888, 1891–1892, 1898) és a Mosonmegyei Lapokban közölt cikkeket